# 32 Piscium
32 Piscium (32 Psc / c Piscium) és un estel a la constel·lació dels Peixos. De magnitud aparent +5,70, s'hi troba a 120 anys llum de distància. Fa 782.000 anys va estar a 108 anys llum, la seva mínima distància respecte al Sistema Solar.

## Característiques
32 Piscium és un estel blanc-groc de la seqüència principal de tipus espectral F1V. Les seves característiques són semblants a les de β Trianguli Australis o a les de π Piscis Austrini. Té una temperatura efectiva de 7.127 ± 77 K i una lluminositat 6,2 vegades superior a la lluminositat solar.
Amb un radi 1,6 vegades més gran que el radi solar, 32 Piscium gira sobre si mateixa amb una velocitat de rotació projectada de 55 km/s. El seu contingut metàl·lic és notablement inferior al del Sol, amb un índex de metal·licitat [Fe/H] = -0,34. La massa de 32 Piscium és un 52% major que la massa solar i la seva edat està compresa entre els 1.400 i els 1.700 milions d'anys, sent la seva edat més probable 1600 milions d'anys.